# 特鲁巴 (上比利牛斯省)
特鲁巴（法語：Troubat）是法国上比利牛斯省的一个市镇，属于巴涅雷德比戈尔区（Bagnères-de-Bigorre）莫莱翁巴鲁斯县（Mauléon-Barousse）。该市镇总面积2.79平方公里，2009年时的人口为57人。

## 人口
特鲁巴人口变化图示